# Y Canis Majoris
Y Canis Majoris är en pulserande variabel av Mira Ceti-typ i stjärnbilden Stora hunden. 
Stjärnan varierar mellan magnitud +13,0 och 16,2 (fotografisk magnitud) med en period av 406 dygn.